# تامسون اولیها
تامسون اولیها (انگلیسی: Thompson Oliha؛ ۴ اکتبر ۱۹۶۸ – ۳۰ ژوئن ۲۰۱۳) یک بازیکن فوتبال اهل نیجریه بود.
وی همچنین در تیم‌های ملی فوتبال نیجریه نیجر بازی کرده است.